# Sieprawice
Sieprawice – wieś w Polsce położona w województwie lubelskim, w powiecie lubelskim, w gminie Jastków.
| SIMC    | Nazwa              | Rodzaj    |
| ------- | ------------------ | --------- |
| 0381692 | Kolonia Sieprawice | część wsi |

W latach 1975–1998 miejscowość administracyjnie należała do ówczesnego województwa lubelskiego.
Obok miejscowości przepływa rzeka Ciemięga, lewy dopływ Bystrzycy.
Wieś stanowi sołectwo gminy Jastków. Według Narodowego Spisu Powszechnego z roku 2011 wieś liczyła 418 mieszkańców.
Wierni Kościoła rzymskokatolickiego należą do parafii Najświętszej Maryi Panny Królowej Polski w Jastkowie.

## Historia
Sieprawice (także Świeprawice Małe i Wielkie), w XV wieku występują jako dwie wsie „Szyeprawicze Major i Minor“. W połowie wieku Sieprawice „Minor“ (dziś Sieprawki) miały łany kmiece, z których dziesięcinę dawano plebanowi w Garbowie. Sieprawice „Major“, wieś szlachecka miała łany kmiece, dające dziesięcinę do Grabowa (Długosz L.B. t.II, s.543). 

Według registru poborowego powiatu lubelskiego z roku 1531 wsie Sieprawice Major i Minor, w parafii Garbów, miały 5 łanów kmiecych (Pawiński, Kod. Małopolski, 349).
W wieku XIX, według Słownika geograficznego Królestwa Polskiego z roku 1889, Sieprawice stanowią wieś i folwark w powiecie lubelskim, gminie Jastków, parafii Grabów, odległe 13 wiorst od Lublina.
W roku 1827 spis wykazał tu 11 domów i 98 mieszkańców. W 1881 roku folwark Sieprawice posiadał rozległość 611 mórg w tym: grunta orne i ogrody 434 mórg, łąk było mórg 111, lasu 48 mórg. Nieużytki stanowiły 18 mórg. Zabudowania: budynki drewniane 22, płodozmian w uprawach 14. polowy. Las był nieurządzony we wsi funkcjonowała cegielnia. Wieś folwarczna Sieprawice posiadała osad 12, mórg 150, wieś Zofiówka osad 4 z gruntem mórg 41.